# Evicted!
〈Evicted!〉(→쫓겨나다!)는 카툰 네트워크의 애니메이션 시리즈 《핀과 제이크의 어드벤처 타임》의 첫 번째 시즌 열두 번째 에피소드이다. 대한민국 방영 명칭은 〈뱀파이어 마르셀린〉이다. 이 에피소드는 윤대주와 숀 히메네스가 스토리보드 작가로 참여했으며 애덤 무토가 각본을 담당했다. 2010년 3월 18일 카툰 네트워크를 통해 사전 공개하였으며, 2010년 4월 26일 정식 방영되었다. 에릭 에스트라다가 게스트 성우로 참여했으며, 이 편은 시리즈의 주요 등장인물인 마르셀린이 처음 등장한 에피소드이다.

## 줄거리
비오는 어느 밤, 제이크는 핀에게 자신들의 나무집에 살던 뱀파이어에 대한 이야기를 들려준다. 창문 밖으로 뱀파이어의 모습을 보고 겁을 먹은 핀은 제이크에게 그 사실을 알린다. 그 순간 갑자기 창문이 열리고 불이 꺼진다. 둘은 이내 뱀파이어 여왕 마르셀린이 자신의 집으로 왔다는 사실을 깨닫는다. 핀과 제이크는 마르셀린이 자신들을 죽일 것이라는 생각에 겁을 먹지만, 마르셀린은 자신은 죽일 생각은 없고 단지 빨간 색깔만을 먹는다고 말한다. 그러나 마르셀린은 사실 나무집이 원래 자신의 것이였다고 말하면서 둘을 내쫓는다.
갑자기 집에서 쫓겨난 둘은 새로운 집을 찾아 길을 떠난다. 여러 곳의 집을 구하러 다니지만 좋은 곳을 찾는데는 실패하고, 결국 동굴을 발견해 집으로 삼는다. 동굴 안을 청소를 하고 집들이를 열지만, 이내 마르셀린이 들어와 이 동굴 역시 자신의 것이라고 말한다. 핀은 마르셀린과 싸우기로 결심하고, 마르셀린은 거대한 악마 박쥐로 변신한다. 마르셀린은 제이크의 피를 빨아들이고, 핀은 마르셀린에게 주먹을 날린다. 반격을 할 것처럼 보이던 마르셀린은 원래의 모습으로 돌아와 핀에게 가볍게 뽀뽀를 해준다. 마르셀린은 싸움이 재미있었다고 말한 뒤, ‘선물로’ 나무집을 다시 되돌려준다. 집으로 돌아온 둘은 집 안에 애벌레들이 들어왔다는 사실을 깨닫는다. 그 후 나타난 대왕 애벌레(성우: 에릭 에스트라다)는 둘에게 최면을 건다.

## 제작

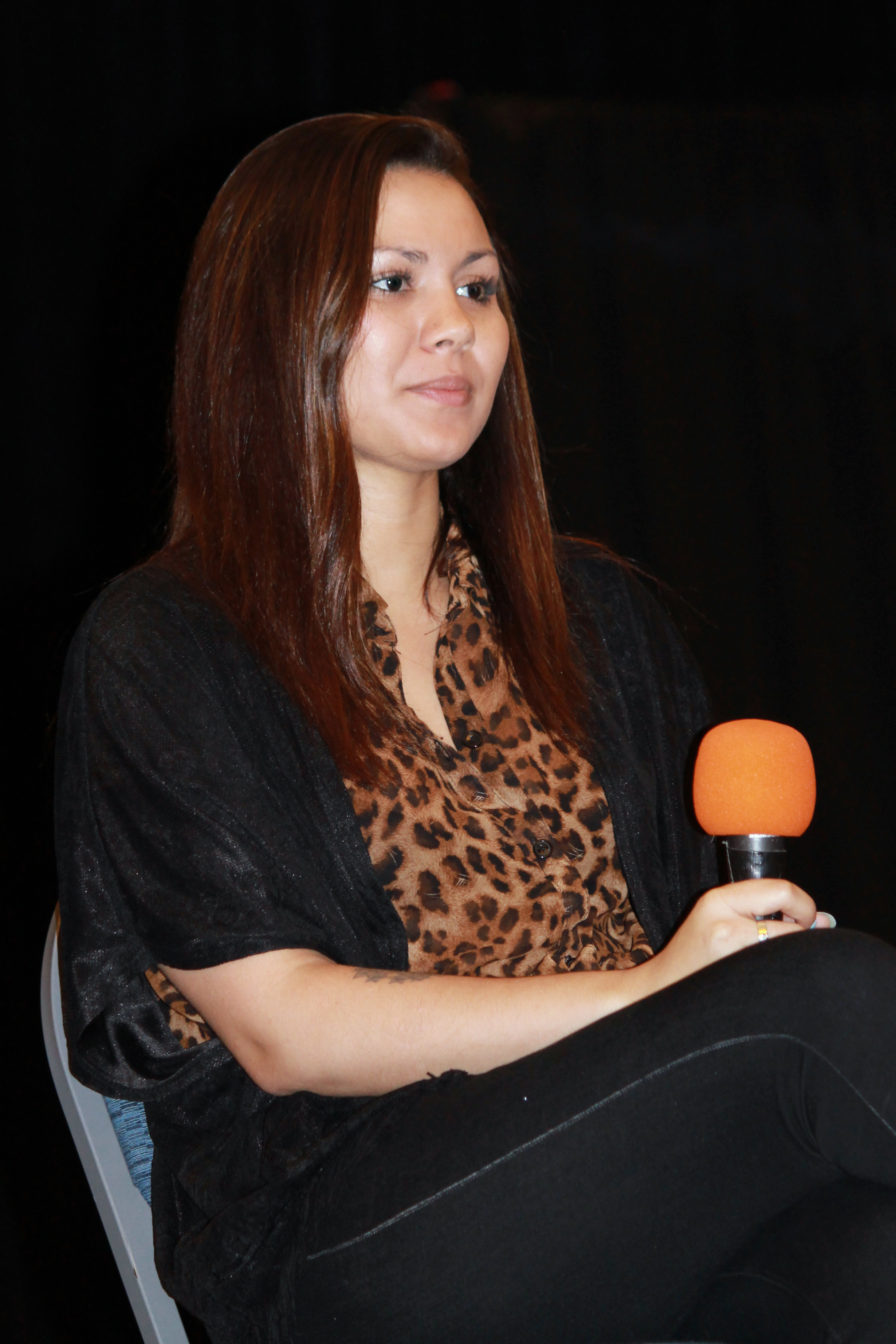
마르셀린의 성우 올리비아 올슨.

〈Evicted!〉는 윤대주와 숀 히메네스가 스토리보드를 맡았으며, 애덤 무토가 각본을 담당했다. 이 에피소드의 스토리보드는 실제 방송된 것과는 큰 차이가 있다. 초반부 핀과 제이크의 대화가 더 길며, 삽입곡인 〈House Hunting Song〉 없이 단순히 ‘몽타주 음악 시작’(montage music begins)이라는 표현과 함께 대화 없이 핀과 제이크가 새 집을 구하는 모습만 묘사되어 있다. 그 외 바뀐 부분으로는 둘이 얼음대왕을 만나는 장면(원본에서는 핀과 제이크가 펭귄 무리들 품에 들어가 얼음대왕의 화를 자초한다.), 동굴을 발견하는 방식(핀이 꼭대기에서 밑으로 떨어져 석순에 거의 찔린 뻔 한다.), 결말 부분(왕벌레대신 늑대인간이 나타나 둘과 함께 소파에 앉는다.) 등이 있다.
앞서 언급된 〈House Hunting Song〉은 《어드벤처 타임》의 삽입곡 중 처음으로 제작된 노래이다. 원제는 〈Oh Marceline〉였으며, 워드와 올리비아 올슨이 불렀다. 작사는 워드가 맡았으며 초기에 아 카펠라로 데모 곡을 직접 녹음하였다. 후에 패트릭 맥헤일(Patrick McHale)이 기타로 재녹음하였으며, 워드가 곡의 일부를 수정하였다. 제작진들이 어느 버전의 곡을 사용할 지 선택하던 중, 워드는 맥헤일의 버전을 쓰기를 원했지만 데릭 드라이먼(Derek Drymon)은 워드에게 자신의 곡을 쓰라고 요청했다. 후에 맥헤일은 트위터 계정을 통해 자신의 데모곡을 공개하였다. 애슐리 저릭에인(Ashley Dzerigian)은 베이스 연주를 담당했다. 시리즈 작곡가인 케이시 베이시커스(Casey Basichis)는 “그녀는 훌륭한 베이시스트이며, 어떤 것이든 잘 한다.”라고 언급했다. 라이언 코너(Ryan Conner)가 기타 피드백을 연주했으며, 베이시커스는 오토튠을 이용하여 멜로디를 완성하였다.
〈Evicted!〉는 시리즈의 주요 등장인물인 마르셀린이 처음 등장한 에피소드이다. 마르셀린은 파일럿에서는 등장하지 않았지만, 정식 방영 이전 펜들턴 워드가 제작한 설정집에는 초기 캐릭터 디자인과 설정 등이 존재하였다. 마르셀린의 이름은 워드의 어릴적 친구인 마리(Marie)의 가운데 이름에서 따온 것이다. 그는 마리를 공포 영화인 《싸이코》를 좋아하고, 항상 어두운 옷을 입은 친구라고 언급하였다. 워드는 마르셀린이 특별히 복잡한 성격을 갖도록 설정하였다. 이를 《와이어드》와의 인터뷰에서 다음과 같이 설명하였다. “여성 등장인물은 클리셰를 갖게 하거나, 또는 그런 클리셰와는 정반대의 것을 갖도록 만드는 것이 쉽다. (중략) 나는 핀과 제이크와 같이 등장인물이 장단점을 모두 지니도록 하였다.”
마르셀린의 성우는 올리비아 올슨이다. 원래 올슨은 버블검 공주 역할의 오디션에 참가했었다. 오디션 당시 마르셀린의 대사를 읽어보라는 요청을 받았고, 초안 그림을 보고서는 마르셀린에게 깊은 인상을 받았다고 했다. 올슨은 마르셀린의 노래 또한 직접 부른다. 마르셀린의 디자인은 워드가 제작하였으며, 《어드벤처 타임》의 전 캐릭터 디자이너인 필 린다(Phil Rynda)가 일부분을 수정하였다. 올슨은 인터뷰에서 “마르셀린은 정말로 멋진 스타일을 갖고 있다. (중략) 매 에피소드에서 나올 때마다 마음에 든다.”라고 말했다. 이 에피소드에서는 에릭 에스트라다가 왕벌레(King Worm)의 게스트 성우로 참여했다. 에스트라다는 네 번째 시즌의 에피소드인 〈King Worm〉에서 다시 이 역할을 맡게 된다.

## 반응
〈Evicted!〉는 2010년 3월 18일 카툰 네트워크를 통해 선공개되었다. 동년 5월 17일 정식 방영되었으며, 188만 명의 시청자 수를 기록하였다. 닐슨 시청률에 의하면 전체 TV 시청 가구의 1.2%, 방영 당시 TV를 시청하고 있던 가구 중에서는 2%가 이 에피소드를 보았다. 2011년에는 시즌 1·2의 에피소드를 포함한 DVD인 《Adventure Time: My Two Favorite People》을 통해 실물로 발매되었다.
IGN의 캠 시어(Cam Shea)는 마르셀린의 첫 등장 장면을 첫 번째 시즌의 최고의 장면 중 하나로 뽑았다. 〈에인션트 사이킥 탠덤 워캐스트〉(Ancient Psychic Tandem Warcast) 팟캐스트에서는 잭 스미스(Zack Smith)와 《수퍼내추럴》의 작가이자 프로듀서인 제니 클라인(Jenny Klein)이 〈Evicted!〉의 리뷰를 하였다. 스미스는 “올슨이 갖고 있는 놀라움(awesomeness)을 지나치기는 쉽지 않다.”라고 말했다. 클라인은 마르셀린과 핀과의 관계를 《프릭스 앤 긱스》의 등장인물인 킴 켈리(Kim Kelly, 비지 필립스)와 샘 위어(Sam Weir, 존 프랜시스 데일리)와의 관계와 비교하였다. 또한 〈House Hunting Song〉에 대해서는 펜들턴 워드가 직접 불렀다는 사실에 대해, 작품의 저자가 청중에게 직접적으로 소통하는 것의 좋은 예라면서 칭찬하였다.